# Homogenes albolineatus
Homogenes albolineatus är en skalbaggsart som först beskrevs av Jean Baptiste Lucien Buquet 1844.  Homogenes albolineatus ingår i släktet Homogenes och familjen långhorningar. Inga underarter finns listade i Catalogue of Life.